# Dornier Do 19
El Dornier Do 19 fue un bombardero pesado de cuatro motores diseñado por la firma alemana Dornier. Realizó su primer vuelo el 28 de octubre de 1936, pero fue desechado por la Luftwaffe y nunca llegó a entrar en servicio. Tan sólo voló un prototipo, y fue reconvertido en avión civil de transporte en 1938, mientras que los otros dos prototipos fueron desechados.

## Orígenes
En los inicios de la recién creada Luftwaffe en 1933, el Generalleutnant Walther Wever, Generalstab der Luftwaffe (Jefe del Estado Mayor de dicha arma), gran defensor de las teorías y el concepto de moda entonces de la guerra aérea sobre la base del trabajo "Reino en el aire" de general italiano Giulio Douhet. En ella preconiza que la función de la fuerza aérea es dirigir su potencia destructora al corazón del adversario para de esa forma quebrar su capacidad de lucha. De tal modo Wever y su colaborador en el RLM, Generalmajor Helmuth Willberg, considerado uno de los principales estrategas de la Blitzkrieg resaltaron la importancia que el bombardeo estratégico podría jugar en un futuro conflicto. Un Langstrecken-Grossbomber o bombardero estratégico pesado era necesario para cumplir con este papel. En ese sentido, Wever señaló cinco puntos clave para la estrategia aérea:
1. Destruir las Fuerzas aéreas enemigas bombardeando sus bases y fábricas de aviones, y derrotar a las Fuerzas aéreas enemigas que atacaran objetivos alemanes;
2. Evitar el movimiento de las grandes fuerzas terrestres enemigas a las áreas decisivas, destruyendo los ferrocarriles y carreteras, en especial puentes y túneles, que son indispensables para el movimiento y el suministro de las fuerzas;
3. Apoyar las operaciones de las formaciones del ejército independientes de los ferrocarriles, es decir, las fuerzas blindadas y fuerzas motorizadas, impidiendo el avance enemigo y participar directamente en las operaciones de tierra;
4. Apoyar las operaciones navales atacando las bases navales, protegiendo las bases navales de Alemania y participando directamente en las batallas navales;
5. Paralizar a las fuerzas armadas enemigas deteniendo la producción en las fábricas de armamento;
Bajo el programa nombrado Bombardero Ural, el Entwicklungsgruppe des Technischen Amt RLM (Departamento de Desarrollo Técnico del Ministerio de Aviación del Reich) comenzaron las conversaciones secretas con los fabricantes alemanes, Dornier y Junkers, a los que se solicitó diseños de bombarderos de largo alcance. Las dos firmas, respondieron con el Dornier Do 19 y el Junkers Ju 89 respectivamente, y el RLM (Reichsluftfahrtministerium - Ministerio de Aviación del Reich) encargó prototipos de ambos aparatos en 1935.

## Diseño y desarrollo
El Dornier Do 19 era un monoplano de ala media cantilever, casi en su totalidad de construcción metálica; poseía un fuselaje de sección rectangular; unidad de cola compuesta de dos estabilizadores verticales y dos timones de dirección arriostrados, montados sobre el extradós de los estabilizadores horizontales; tren de aterrizaje con rueda de cola, cuyas tres unidades eran retráctiles, y planta motriz de cuatro motores radiales de 9 cilindros Bramo 323H-2 montados en góndolas en los bordes de ataque alares. La tripulación era de nueve, piloto, copiloto/navegante, bombardero, operador de radio y cinco artilleros. Se había previsto armarlo con dos ametralladoras MG 15 de 7,92 mm (una en el morro y otra en la cola) y dos cañones MG 151/20 de 20 mm (cada uno operado por dos hombres en torretas ventral y dorsal). Podía trasportar hasta 1.600 kg de bombas en una bodega interna.
El prototipo Do 19 V1 (D-AGAI) efectuó su primer vuelo el 28 de octubre de 1936, sin embargo, este avión y su rival fueron víctimas del cambio de dirección en la Luftwaffe; el teniente general Wever había fallecido en un accidente aéreo en junio de 1936, su sucesor Albert Kesselring nuevo Jefe del Estado Mayor de la Luftwaffe y el Jefe del Estado Mayor de caza y bombardeo en picado Ernst Udet preferían aviones de menor tamaño, que requerían menos material y mano de obra. También se postulaban como defensores del bombardero en picado (Junkers Ju 87) y de la doctrina del apoyo cercano y la destrucción de las fuerzas aéreas en tierra y de ataques a la industria enemiga.
Kesselring, Ernst Udet y Hans Jeschonnek fervientes defensores de los bombarderos en picado y bimotores medios, consiguieron convencer al mariscal Hermann Göring que inicialmente empatizaba con la necesidad del bombardero táctico, para actuar en el papel de apoyo al ejército. Mientras que las suposiciones de Goering se vieron validadas por los éxitos de Alemania durante los primeros momentos de la Blitzkrieg, la carencia de bombarderos estratégicos obstaculizó seriamente la capacidad de la Luftwaffe en la Batalla de Inglaterra. El 29 de abril de 1937 el desarrollo posterior de ambos bombarderos estratégicos fue cancelado por el Reichsluftfahrtministerium (RLM). El Do 19 V2, casi a punto de poder volar, y el Do 19 V3, todavía incompleto, fueron desguazados. El Do 19 V1 fue convertido en 1939 en transporte militar y se utilizaría esporádicamente durante la invasión de Polonia .
La decisión de detener el programa Ural bomber en 1937 fue bastante controvertida, pero dada la situación en la industria aeronáutica alemana con sus necesidades y tareas en curso, es dudoso que el intento de crear un bombardero pesado de largo alcance fuera realista. Como resultado, el programa Ural bomber fue reemplazado en 1938 por el programa "bombardero A", que se implementó en la práctica. Los requisitos para un "Bombardero A" se transfirieron a Heinkel, que comenzó a trabajar en el "proyecto-1041", que se incorporó con el nº 177 (Heinkel He 177 .

## Especificaciones

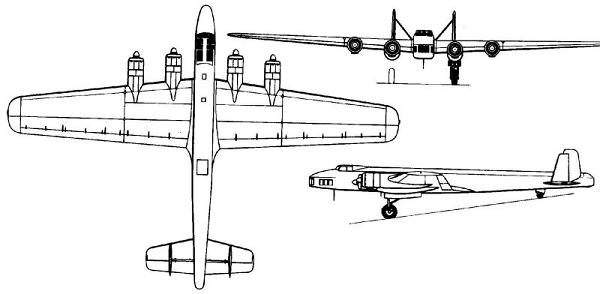
Diagrama del Dornier Do 19

### Características generales
- Tripulación: 10
- Longitud: 25,45 m
- Envergadura: 35,00 m
- Altura: 5,77 m
- Superficie alar: 162 m²
- Peso vacío: 11.850 kg
- Peso máximo al despegue: 18.500 kg
- Planta motriz: 4× radial refrigerado por aire sobrealimentado de nueve cilindros Siemens/Bramo 323H-2 Fafnir.
  - Potencia: 533 kW (715 HP; 725 CV) cada uno.

### Rendimiento
- Velocidad máxima operativa (Vno): 315 km/h (196 MPH; 170 kt)
- Velocidad crucero (Vc): 250 km/h a 2.000 m
- Alcance: 1.600 km
- Techo de vuelo: 5.600 m

### Armamento
- Ametralladoras:  2 × MG 15 de 7,92 mm en el morro y cola

- Cañones: 2× MG 151/20 20 mm en torreta dorsal y ventral
- Bombas: 16 × 100 kg

### Aviones similares
- Boeing B-17 Flying Fortress
- Junkers Ju 89
- Petlyakov Pe-8
- Piaggio P.108
- Short Stirling

### Listas relacionadas
- Anexo:Aeronaves militares de Alemania en la Segunda Guerra Mundial